# Livskvalitet
Livskvalitet är ett grundläggande och omstritt begrepp inom hälsoekonomi och medicinsk etik. Världshälsoorganisationen definierar det som "en individs uppfattning av sitt liv i förhållande till sin kultur och värderingar och i förhållande till sina livsmål, förväntningar och oro".
Begreppet används också inom hälsopolitik, social lagstiftning och bostadsplanering, bland annat vid systematiska jämförelser mellan olika metoder för botande av sjukdomar.